# Ordinariato da Espanha para os fiéis de rito oriental
O  Ordinariato da Espanha para os fiéis de rito oriental (em latim:  Ordinariatus pro christifidelibus orientalibus in Hispania degentibus) é um ordinariato da Igreja Católica da Espanha. Imediatamente sujeito à Santa Sé. O ordinariato tem jurisdição sobre os fiéis católicos de rito oriental que vivem em território espanhol. No país existem comunidades de fiéis orientais pertencentes a três Igrejas: a Igreja Greco-Católica Romena, a Igreja Greco-Católica Ucraniana e a Igreja Católica Siro-Malabar.O ordinariato foi fundado em 9 de junho  de 2016 pelo Papa Francisco, e em 2022 contava com 3 paróquias que abrange toda a Espanha.

## História
Em 9 de junho de 2016 o Papa Francisco funda o Ordinariato da Espanha para os fiéis de rito oriental, para atender  os fiéis católicos de rito oriental que vivem em território espanhol. O ordinariato atende as três igrejas orientais, a Igreja Greco-Católica Romena, a Igreja Greco-Católica Ucraniana e a Igreja Católica Siro-Malabar

## Lista de ordinários
A seguir uma lista de ordinários do ordinariato desde sua fundação em 2016.
|                                                                     | Nome                                                                | Período                                                             | Notas                                                               |
| Ordinários do Ordinariato da Espanha para os fiéis de rito oriental | Ordinários do Ordinariato da Espanha para os fiéis de rito oriental | Ordinários do Ordinariato da Espanha para os fiéis de rito oriental | Ordinários do Ordinariato da Espanha para os fiéis de rito oriental |
| ------------------------------------------------------------------- | ------------------------------------------------------------------- | ------------------------------------------------------------------- | ------------------------------------------------------------------- |
| 2º                                                                  | José Cobo Cano                                                      | 2024 - atual                                                        |                                                                     |
| 1º                                                                  | Carlos Osoro Sierra                                                 | 2016 - 2024                                                         |                                                                     |